# Rosy-Fingered Dawn - Un film su Terrence Malick
Rosy-Fingered Dawn - Un film su Terrence Malick è un film documentario del 2002 diretto da Luciano Barcaroli, Carlo Hintermann, Gerardo Panichi, Daniele Villa, incentrato sulla figura e le opere del regista statunitense Terrence Malick.
È stato presentato nella sezione Nuovi Territori alla Mostra internazionale d'arte cinematografica di Venezia.

## Trama
Nel corso del documentario vengono intervistati attori e collaboratori tecnici dei primi tre film diretti da Terrence Malick, La rabbia giovane, I giorni del cielo e La sottile linea rossa: gli attori Sissy Spacek, Martin Sheen, Sean Penn, Sam Shepard, Elias Koteas, Ben Chaplin, John Savage e Jim Caviezel, lo scenografo Jack Fisk, il produttore Edward R. Pressman, il montatore Billy Weber, i direttori della fotografia Haskell Wexler e Stevan Larner, il compositore Ennio Morricone.